# 戴晓雁
戴晓雁（1959年—），汉族，中华人民共和国政治人物、第十一届全国政协委员。
加入九三学社，担任九三学社中央委员、四川省委副主委、成都市委主委、成都市政协副主席。2008年，当选第十一届全国政协委员，代表科学技术界，分入第三十一组。